# 2015年の日本公開映画
- 映画 > 映画の一覧 > 年度別日本公開映画 > 2015年の日本公開映画
- 映画 > 2015年の映画 > 2015年の日本公開映画

2015年の日本公開映画（2015ねんのにほんこうかいえいが）では、2015年（平成27年）1月1日から同年12月31日までに日本で商業公開された映画の一覧を記載。作品名の右の丸括弧内は製作国を示す。
記載の凡例については年度別日本公開映画#凡例を参照

## 作品一覧

### 1月
- 9日
  - 96時間/レクイエム（ フランス・ アメリカ合衆国）
  - 劇場版 PSYCHO-PASS サイコパス（ 日本）
  - トラッシュ! -この街が輝く日まで-（ イギリス・ ブラジル）
- 10日
  - 映画 ST 赤と白の捜査ファイル（ 日本）
  - シン・シティ 復讐の女神（ アメリカ合衆国）
- 17日
  - アイアンガール ULTIMATE WEAPON（ 日本）
  - アゲイン 28年目の甲子園（ 日本）
  - 神様はバリにいる（ 日本）
  - ジミー、野を駆ける伝説（ イギリス・ アイルランド・ フランス）
  - ジャッジ 裁かれる判事（ アメリカ合衆国）
  - 烈車戦隊トッキュウジャーVSキョウリュウジャー THE MOVIE（ 日本）
- 23日
  - ビッグ・アイズ（ アメリカ合衆国）
- 24日
  - ANNIE/アニー（ アメリカ合衆国）
  - さよなら歌舞伎町（ 日本）
- 31日
  - 悪魔の存在を証明した男（ アメリカ合衆国）
  - さらば、愛の言葉よ（ フランス）
  - 映画 深夜食堂（ 日本）
  - ジョーカー・ゲーム（ 日本）
  - マエストロ!（ 日本）
  - REC/レック4 ワールドエンド（ スペイン）

### 2月
- 7日
  - 劇場版 BiSキャノンボール2014（ 日本）[1]
  - ミュータント・タートルズ（ アメリカ合衆国）
- 13日
  - フィフティ・シェイズ・オブ・グレイ（ アメリカ合衆国）
- 14日
  - 娚の一生（ 日本）
  - テラスハウス クロージング・ドア（ 日本）
  - 味園ユニバース（ 日本）
  - ラブストーリーズ コナーの涙（ アメリカ合衆国）
  - ラブストーリーズ エリナーの愛情（ アメリカ合衆国）
- 15日
  - フォックスキャッチャー（ アメリカ合衆国）
- 16日
  - 劇場版プロレスキャノンボール2014（ 日本）[2]
- 20日
  - きっと、星のせいじゃない。（ アメリカ合衆国）
- 21日
  - アメリカン・スナイパー（ アメリカ合衆国）
  - でーれーガールズ（ 日本）
  - 女神は二度微笑む（ インド）
- 27日
  - アイドルの涙 DOCUMENTARY of SKE48（ 日本）
- 28日
  - アナベル 死霊館の人形（ アメリカ合衆国）
  - お江戸のキャンディー  ( 日本)
  - くちびるに歌を  ( 日本)
  - シェフ 三ツ星フードトラック始めました（ アメリカ合衆国）
  - 振り子（ 日本）
  - 幕が上がる（ 日本）

### 3月
- 6日
  - 劇場版 シドニアの騎士（ 日本）
  - 妻への家路（ 中国）
- 7日
  - ゴッド・ギャンブラー レジェンド（ 中国・ 香港）
  - ソロモンの偽証 前篇・事件（ 日本）
  - 正しく生きる（ 日本）
  - ドラえもん のび太の宇宙英雄記（ 日本）
  - ドラゴン・フォー3 秘密の特殊捜査官/最後の戦い（ 中国・ 香港）
  - パリよ、永遠に（ フランス）
  - 劇場版プリパラ み〜んなあつまれ!プリズム☆ツアーズ（ 日本）
  - 迷宮カフェ（ 日本）
- 13日
  - イミテーション・ゲーム/エニグマと天才数学者の秘密（ アメリカ合衆国）
  - 劇場版しまじろうのわお！ しまじろうと おおきなき（ 日本）
  - ニート選挙（ 日本）
  - 博士と彼女のセオリー（ イギリス）
  - ブルックリンの恋人たち（ アメリカ合衆国）
- 14日
  - イントゥ・ザ・ウッズ（ アメリカ合衆国）
  - 映画 プリキュアオールスターズ 春のカーニバル♪（ 日本）
  - 風に立つライオン（ 日本）
  - 劇場版 ウルトラマンギンガS 決戦!ウルトラ10勇士!!（ 日本）
  - ストロボ・エッジ（ 日本）
  - 唐山大地震（ 中国）
- 20日
  - ナイト ミュージアム/エジプト王の秘密（ アメリカ合衆国）
- 21日
  - あしたになれば。（ 日本）
  - 暗殺教室（ 日本）
  - インド・オブ・ザ・デッド（ インド）
  - クラウン（ アメリカ合衆国/ カナダ）
  - スーパーヒーロー大戦GP 仮面ライダー3号（ 日本）
  - デスフォレスト 恐怖の森2（ 日本）
- 28日
  - アンリミテッド（ アメリカ合衆国）
  - 死神ターニャ（ 日本）
  - ジュピター（ アメリカ合衆国）
  - たまこちゃんとコックボー（ 日本）
  - ニンジャ・アベンジャーズ（ アメリカ合衆国）
  - 人の望みの喜びよ（ 日本）
  - ブラッド・ウエポン（ アメリカ合衆国）
  - ぼくたちは上手にゆっくりできない。（ 日本）
  - マッド・ガンズ（ アメリカ合衆国）
  - RED COW（ 日本）

### 4月
- 1日
  - エイプリルフールズ（ 日本）
- 4日
  - 間奏曲はパリで（ フランス）[3]
  - ジヌよさらば〜かむろば村へ〜（ 日本）
  - ジュラシック・アイランド（ オーストラリア）
  - BAR神風〜誤魔化しドライブ〜（ 日本）
  - パレードへようこそ（ イギリス）
  - ミッシング・デイ（ アメリカ合衆国）
  - やさしい女（ フランス）
  - ラブバトル（ フランス）
  - レイシスト・カウンター（ 日本）
- 10日
  - バードマン あるいは（無知がもたらす予期せぬ奇跡）（ アメリカ合衆国）
- 11日
  - いつか、また（ 中国）
  - カイト/KITE（ アメリカ合衆国・ メキシコ）
  - きかんしゃトーマス 勇者とソドー島の怪物（ イギリス）
  - ギリシャに消えた嘘（ イギリス・ フランス・ アメリカ合衆国）
  - 新選組オブ・ザ・デッド（ 日本）
  - ストロボライト（ 日本）
  - 戦慄怪奇ファイル コワすぎ!最終章（ 日本）
  - ソロモンの偽証 後篇・裁判（ 日本）
  - ファッションキング（ 韓国）
  - マジック・イン・ムーンライト（ アメリカ合衆国・ フランス）
  - 皆殺しのバラッド メキシコ麻薬戦争の光と闇（ アメリカ合衆国・ メキシコ）
  - 宮古島トライアスロン（ 日本）
  - ロード デスティニー・オブ・TTライダー（ イギリス）
  - 和食ドリーム（ 日本）
- 17日
  - 海にかかる霧（ 韓国）
  - グッド・ライ 〜いちばん優しい嘘〜（ アメリカ合衆国・ インド）
  - 恋する♡ヴァンパイア（ 日本）
  - セッション（ アメリカ合衆国）
  - デュラン・デュラン : アンステージド（ アメリカ合衆国）
  - ワイルド・スピード SKY MISSION（ アメリカ合衆国）
- 18日
  - あっちゃん（ 日本）
  - インヒアレント・ヴァイス（ アメリカ合衆国）
  - クレヨンしんちゃん オラの引越し物語 サボテン大襲撃（ 日本）
  - ザ・トライブ（ ウクライナ）
  - ドラゴンボールZ 復活の「F」（ 日本）
  - 名探偵コナン 業火の向日葵（ 日本）
- 24日
  - あの日の声を探して（ フランス）
- 25日
  - アナと雪の女王 エルサのサプライズ（ アメリカ合衆国）
  - 寄生獣 完結編（ 日本）
  - 劇場版 境界の彼方 -I'LL BE HERE- 未来篇（ 日本）
  - シンデレラ（ アメリカ合衆国）
  - セシウムと少女（ 日本）
  - Mommy/マミー（ カナダ）
  - ラスト5イヤーズ（ アメリカ合衆国）
  - 龍三と七人の子分たち（ 日本）

### 5月
- 1日
  - アラヤシキの住人たち（ 日本）
  - 映画 ビリギャル（ 日本）
  - THE NEXT GENERATION パトレイバー 首都決戦（ 日本）
  - フォーカス（ アメリカ合衆国）
  - リベンジ・オブ・ザ・グリーン・ドラゴン（ アメリカ合衆国・ 香港）
  - 私の少女（ 韓国）
- 2日
  - ラスト・リベンジ（ アメリカ合衆国）
- 8日
  - ブラックハット（ アメリカ合衆国）
- 9日
  - サムライ・ロック（ 日本）
  - ズタボロ（ 日本）
  - 小さな世界はワンダーランド劇場版3D（ イギリス）
  - 脳内ポイズンベリー（ 日本）
  - ホーンズ 容疑者と告白の角（ アメリカ合衆国・ カナダ）
  - メイクルーム（ 日本）
- 15日
  - シグナル（ アメリカ合衆国）
  - 真夜中のゆりかご（ デンマーク）
- 16日
  - 駆込み女と駆出し男（ 日本）
  - 国際市場で逢いましょう（ 韓国）
  - スポンジ・ボブ 海のみんなが世界を救Woo!（ アメリカ合衆国）
  - Zアイランド（ 日本）
  - ゼロの未来（ イギリス・ フランス・ ルーマニア）
  - ラン・オールナイト（ アメリカ合衆国）
- 22日
  - パイレーツ（ 韓国）
  - メイズ・ランナー（ アメリカ合衆国）
- 23日
  - イニシエーション・ラブ（ 日本）
  - お化け屋敷列伝 戦慄迷宮MAX（ 日本）
  - JUNK STORY（ 日本）
  - 騒音（ 日本）
  - チャッピー（ アメリカ合衆国）
  - 天才バカヴォン〜蘇るフランダースの犬〜（ 日本）
- 30日
  - あん（ 日本）
  - 夫婦フーフー日記（ 日本）
  - グッド・ストライプス（ 日本）
  - 孤独の暗殺者/スナイパー（ フランス）
  - ジェームス・ブラウン 最高の魂を持つ男（ アメリカ合衆国）
  - 新宿スワン（ 日本）
- 31日
  - イン・ユア・アイズ 近くて遠い恋人たち（ アメリカ合衆国）

### 6月
- 5日
  - 靴職人と魔法のミシン（ アメリカ合衆国）
  - 台風のノルダ（ 日本）
  - ハンガー・ゲーム FINAL: レジスタンス（ アメリカ合衆国）
- 6日
  - アイズ（ 日本）
  - あなたをずっとあいしてる（ 日本）
  - おかあさんの木（ 日本）
  - トイレのピエタ（ 日本）
  - トゥモローランド（ アメリカ合衆国）
  - 予告犯（ 日本）
- 12日
  - ザ・レジェンド（ 中国・ カナダ・ フランス）
  - 弱虫ペダル Re:ROAD（ 日本）
- 13日
  - ある取り調べ（ 日本）
  - 海街diary（ 日本）
  - しあわせはどこにある（ イギリス・ ドイツ・ カナダ・ 南アフリカ共和国）
  - 白魔女学園 オワリトハジマリ（ 日本）
  - ハイネケン誘拐の代償（ ベルギー・ イギリス・ オランダ）
  - ライアの祈り（ 日本）
  - ラブライブ!The School Idol Movie（ 日本）
- 19日
  - グローリー/明日への行進（ イギリス・ アメリカ合衆国）
- 20日
  - 愛を積むひと（ 日本）
  - 極道大戦争（ 日本）
  - 攻殻機動隊 新劇場版（ 日本）
  - コングレス未来学会議（ イスラエル・ フランス）**呪怨 -ザ・ファイナル-（ 日本）
  - ターナー、光に愛を求めて（ イギリス・ フランス・ ドイツ）
  - マッドマックス 怒りのデス・ロード（ アメリカ合衆国・ オーストラリア）
- 27日
  - 悪党に粛清を（ デンマーク・ イギリス・ 南アフリカ共和国）
  - 天の茶助（ 日本）
  - きみはいい子（ 日本）
  - アリスのままで（ アメリカ合衆国）
  - バトルフィールド（ イギリス）
  - オン・ザ・ハイウェイ その夜、86分（ イギリス・ アメリカ合衆国）
  - 呪怨 -ザ・ファイナル-（ 日本）
  - 劇場版 進撃の巨人 後編 自由の翼（ 日本）
  - ストレイヤーズ・クロニクル（ 日本）
  - 雪の轍（ トルコ・ フランス・ ドイツ）
  - レフト・ビハインド（ アメリカ合衆国）

### 7月
- 3日
  - チャイルド44 森に消えた子供たち（ アメリカ合衆国）
- 4日
  - 青鬼 ver.2.0（ 日本）
  - アベンジャーズ/エイジ・オブ・ウルトロン（ アメリカ合衆国）
  - それいけ!アンパンマン ミージャと魔法のランプ（ 日本）
  - 飛べないコトリとメリーゴーランド（ 日本）
  - 映画 ひつじのショーン 〜バック・トゥ・ザ・ホーム〜（ イギリス・ フランス）
- 10日
  - 悲しみの忘れ方 Documentary of 乃木坂46（ 日本）
  - ターミネーター:新起動/ジェニシス（ アメリカ合衆国）
- 11日
  - アリのままでいたい（ 日本）
  - バケモノの子（ 日本）
  - リアル鬼ごっこ（ 日本）
- 18日
  - インサイド・ヘッド（ アメリカ合衆国）
  - 奇跡の2000マイル（ オーストラリア）
  - チャップリンからの贈りもの（ フランス）
  - パージ（ アメリカ合衆国）
  - HERO（ 日本）
  - ポケモン・ザ・ムービーXY 光輪の超魔神 フーパ（ 日本）
- 25日
  - エクストラ テレストリアル（ カナダ）
  - 人生スイッチ（ アルゼンチン・ スペイン）
  - 東京無国籍少女（ 日本）
  - 脳漿炸裂ガール（ 日本）
  - 野火（ 日本）
  - バトルヒート（ アメリカ合衆国・ タイ）
- 31日
  - ミニオンズ（ アメリカ合衆国）

### 8月
- 1日
  - コープスパーティー（ 日本）
  - 進撃の巨人 ATTACK ON TITAN（ 日本）
  - パージ:アナーキー（ アメリカ合衆国）
  - ベルファスト71（ イギリス）
- 5日
  - ジュラシック・ワールド（ アメリカ合衆国）
- 7日
  - BORUTO -NARUTO THE MOVIE-（ 日本）
  - ミッション:インポッシブル/ローグ・ネイション（ アメリカ合衆国）
- 8日
  - 彼は秘密の女ともだち（ フランス）
  - 劇場版 仮面ライダードライブ サプライズ・フューチャー（ 日本）
  - この国の空（ 日本）
  - さよなら、人類（ スウェーデン・ ノルウェー・ フランス・ ドイツ）
  - 手裏剣戦隊ニンニンジャー THE MOVIE 恐竜殿さまアッパレ忍法帖!（ 日本）
  - 天皇と軍隊（ フランス）
  - 日本のいちばん長い日（ 日本）
  - 僕らの青春白書（ 韓国）
- 15日
  - 愛するがゆえに（ インド）
  - Dressing Up ドレッシングアップ（ 日本）
  - ひとりひとりの戦場 最後の零戦パイロット（ 日本）
  - ふたつの名前を持つ少年（ ドイツ・ フランス）
  - ブラック・シー（ イギリス・ アメリカ合衆国・ ロシア）
  - ブレイド・マスター（ 中国）
  - 若さは向こう見ず（ インド）
- 22日
  - アイカツ!ミュージックアワード みんなで賞をもらっちゃいまSHOW!（ 日本）
  - At Home アットホーム（ 日本）
  - くまのアーネストおじさんとセレスティーヌ（ フランス）
  - 死霊高校（ アメリカ合衆国）
  - 劇場版デート・ア・ライブ 万由里ジャッジメント（ 日本）
  - ナイトクローラー（ アメリカ合衆国）
  - 向日葵の丘・1983年夏（ 日本）
- 28日
  - しあわせへのまわり道（ アメリカ合衆国）
  - テッド2（ アメリカ合衆国）
  - 劇場版 弱虫ペダル（ 日本）
  - わたしに会うまでの1600キロ（ アメリカ合衆国）
- 29日
  - S -最後の警官- 奪還 RECOVERY OF OUR FUTURE（ 日本）
  - 劇場版　どついたるねんライブ（ 日本）[4]
  - たまゆら〜卒業写真〜第2部 響-ひびき-（ 日本）
  - TERROR OF HOUSE（ 日本）
  - ロマンス（ 日本）

### 9月
- 4日
  - ヴィンセントが教えてくれたこと（ アメリカ合衆国）
  - 映画 みんな!エスパーだよ!（ 日本）
- 5日
  - アンフェア the end（ 日本）
  - EDEN/エデン（ フランス）
  - ××× KISS KISS KISS（ 日本）
  - 青春群青色の夏（ 日本）
  - 天使が消えた街（ イギリス・ イタリア・ スペイン）
  - ピース オブ ケイク（ 日本）
- 11日
  - 内村さまぁ〜ず THE MOVIE エンジェル（ 日本）
  - キングスマン（ イギリス・ アメリカ合衆国）
  - ボーイ・ソプラノ ただひとつの歌声（ アメリカ合衆国）
- 12日
  - 赤い玉、（ 日本）
  - カリフォルニア・ダウン（ アメリカ合衆国）
  - 黒衣の刺客（ 台湾・ 中国・ 香港・ フランス）
  - 天空の蜂（ 日本）
  - ピエロがお前を嘲笑う（ ドイツ）
  - ピクセル（ アメリカ合衆国）
  - 映画かいけつゾロリ うちゅうの勇者たち（ 日本）
- 19日
  - アントマン（ アメリカ合衆国）
  - 心が叫びたがってるんだ。（ 日本）
  - ザ・ヴァンパイア ～残酷な牙を持つ少女～（ アメリカ合衆国）
  - 進撃の巨人 ATTACK ON TITAN エンド オブ ザ ワールド（ 日本）
  - 過ぐる日のやまねこ（ 日本）
  - ヒロイン失格（ 日本）
- 25日
  - Wake Up, Girls! 青春の影（ 日本）
- 26日
  - ARIA The AVVENIRE（ 日本）
  - お!バカんす家族（ アメリカ合衆国）
  - 合葬（ 日本）
  - GONIN サーガ（ 日本）

### 10月
- 1日
  - 岸辺の旅（ 日本）
  - アメリカン・ドリーマー 理想の代償（ アメリカ合衆国）
- 3日
  - バクマン。（ 日本）
  - 罪の余白（ 日本）
  - パパが遺した物語（ イタリア・ アメリカ合衆国）
  - 顔のないヒトラーたち（ ドイツ）
  - ババドック 暗闇の魔物（ オーストラリア）
- 9日
  - ファンタスティック・フォー（ アメリカ合衆国）
- 10日
  - 図書館戦争-THE LAST MISSION-（ 日本）
  - GAMBA ガンバと仲間たち（ 日本）
  - UFO学園の秘密（ 日本）
  - 先生と迷い猫（ 日本）
  - マイ・インターン（ アメリカ合衆国）
  - カンフー・ジャングル（ 中国・ 香港）
  - 海賊じいちゃんの贈りもの（ イギリス）
- 16日
  - 探検隊の栄光（ 日本）
  - ピッチ・パーフェクト2（ アメリカ合衆国）
  - ジョン・ウィック（ アメリカ合衆国）
  - ダイバージェントNEO（ アメリカ合衆国）
  - 白い沈黙（ カナダ）
  - ナショナル・ライブ・シアター2015/オセロ（ イギリス）
  - ヒトラー暗殺、13分の誤算（ ドイツ）
- 17日
  - サイボーグ009VSデビルマン（ 日本）
  - 先輩と彼女（ 日本）
  - Mr.マックスマン（ 日本）
  - マジック・マイク XXL（ アメリカ合衆国）
  - ベトナムの風に吹かれて（ 日本・ ベトナム）
  - ステーキ・レボリューション（ フランス・ イギリス・ アメリカ合衆国・ スウェーデン他）
  - メサイア -深紅ノ章-（ 日本）
  - サバイバー（ アメリカ合衆国・ イギリス）
- 23日
  - メイズ・ランナー2: 砂漠の迷宮（ アメリカ合衆国）
  - ヴィジット（ アメリカ合衆国）
- 24日
  - トランスポーター イグニション（ フランス・ 中国・ アメリカ合衆国）
  - ギャラクシー街道（ 日本）
  - かぐらめ（ 日本）
  - ボクは坊さん。（ 日本）
  - ディアーディアー（ 日本）
  - とびだすプリパラ み〜んなでめざせ!アイドル☆グランプリ（ 日本）
  - TRASH/トラッシュ（ 日本）
  - アクトレス〜女たちの舞台〜（ フランス・ ドイツ・ スイス）
  - マルガリータで乾杯を!（ インド）
- 31日
  - 俺物語!!（ 日本）
  - WE ARE Perfume -WORLD TOUR 3rd DOCUMENT（ 日本）
  - 映画 Go!プリンセスプリキュア Go!Go!!豪華3本立て!!!（ 日本）
  - サイドライン（ 日本）
  - ロシアン・スナイパー（ ロシア・ ウクライナ）
  - PAN 〜ネバーランド、夢のはじまり〜（ アメリカ合衆国・ イギリス・ オーストラリア）
  - カミーユ、恋はふたたび（ フランス）[5]

### 11月
- 6日
  - 明日へ（ 韓国）
  - エベレスト 3D（ アメリカ合衆国・ イギリス）
  - ミケランジェロ・プロジェクト（ アメリカ合衆国）
- 7日
  - 五つ星ツーリスト THE MOVIE〜究極の京都旅、ご案内します!!〜（ 日本）
  - 起終点駅 ターミナル（ 日本）
  - クライム・スピード（ アメリカ合衆国）
  - グラスホッパー（ 日本）
  - 劇場版 MOZU（ 日本）
  - 午後3時の女たち（ アメリカ合衆国）
  - サヨナラの代わりに（ アメリカ合衆国）
  - シネマの天使（ 日本）
  - 7s（ 日本）
  - タイガー・ハウス（ イギリス・ 南アフリカ共和国）
  - 果し合い（ 日本）
  - 乱死怒町より愛を吐いて（ 日本）
- 14日
  - コードネーム U.N.C.L.E.（ アメリカ合衆国）
  - ファントム（ カザフスタン）
  - 日本ローカルヒーロー大決戦（ 日本）
  - FW:ハマトラ（ 日本）
  - ペンギンズ FROM マダガスカル ザ・ムービー（ アメリカ合衆国）
  - ムーン・ウォーカーズ（ フランス・ ベルギー）
  - モーターズ（ 日本）
  - ラスト ナイツ（ アメリカ合衆国・ 日本）
  - ローマに消えた男（ イタリア・ フランス）
- 20日
  - 帰ってきたMr.ダマー バカMAX!（ アメリカ合衆国）
  - ハンガー・ゲーム FINAL: レボリューション（ アメリカ合衆国）
  - Re:LIFE〜リライフ〜（ アメリカ合衆国）
- 21日
  - ウーマン・イン・ブラック2 死の天使（ アメリカ合衆国・ カナダ・ イギリス）
  - ガールズ&パンツァー 劇場版（ 日本）
  - 劇場霊（ 日本）
  - 羊をかぞえる。（ 日本）
  - リトルプリンス 星の王子さまと私（ フランス）
  - レインツリーの国（ 日本）
- 27日
  - 黄金のアデーレ 名画の帰還（ アメリカ合衆国）
- 28日
  - 愛を語れば変態ですか（ 日本）
  - 悪魔は闇に蠢く（ 韓国）
  - 技術者たち（ 韓国）
  - クロスロード（ 日本）

### 12月
- 4日
  - I LOVE スヌーピー THE PEANUTS MOVIE（ アメリカ合衆国）
  - SAINT LAURENT/サンローラン（ フランス）
  - 007 スペクター（ イギリス・ アメリカ合衆国）
- 5日
  - アウターマン（ 日本）
  - 映画 ハイ☆スピード!-Free! Starting Days-（ 日本）
  - 海難1890（ 日本・ トルコ）
  - 人狼ゲーム クレイジーフォックス（ 日本）
  - 杉原千畝 スギハラチウネ（ 日本）
  - 400デイズ（ アメリカ合衆国）
- 11日
  - Wake Up, Girls! Beyond the Bottom（ 日本)
  - わたしはマララ（ アメリカ合衆国）
- 12日
  - orange オレンジ（ 日本）
  - 仮面ライダー×仮面ライダー ゴースト&ドライブ 超MOVIE大戦ジェネシス（ 日本）
  - 創造と神秘のサグラダ・ファミリア（ スイス）
  - 母と暮せば（ 日本）
- 18日
  - スター・ウォーズ/フォースの覚醒（ アメリカ合衆国）
- 19日
  - アリス・イン・ドリームランド（ 日本）
  - ヴィオレット ある作家の肖像（ フランス）
  - 映画 妖怪ウォッチ エンマ大王と5つの物語だニャン!（ 日本）
  - 劇場版　東京女子プロレス　爆音セレナーデ（ 日本）[6]
  - ストレイト・アウタ・コンプトン（ アメリカ合衆国）
  - スナックワールド（ 日本）
  - ディーン、君がいた瞬間（ カナダ・ ドイツ・ オーストラリア）
  - はなちゃんのみそ汁（ 日本）
  - ひつじ村の兄弟（ アイスランド・ デンマーク）
  - マイ・ファニー・レディ（ アメリカ合衆国）
  - リザとキツネと恋する死者たち（ ハンガリー）
- 23日
  - きみといた2日間（ アメリカ合衆国）
  - クリード チャンプを継ぐ男（ アメリカ合衆国）
  - ちびまる子ちゃん イタリアから来た少年（ 日本）
- 25日
  - 完全なるチェックメイト（ アメリカ合衆国）
- 26日
  - 神様なんかくそくらえ（ アメリカ合衆国・ フランス）
  - 消えた声が、その名を呼ぶ（ ドイツ・ フランス・ イタリア・ ロシア・ ポーランド・ カナダ・ トルコ・ ヨルダン）
  - 禁じられた歌声（ フランス）